# 布尔特
布尔特（法語：Bourthes，法語發音：[buʁt]）是法国加来海峡省的一个市镇，属于蒙特勒伊区。阿河发源于此。

## 地理
布尔特（50°36'23"N, 1°56'0"E）面积22.33 平方千米，位于法国上法蘭西大區加来海峡省，该省份为法国北部沿海省份，西北濒北海，南至索姆省，东临北部省。
与布尔特接壤的市镇（或旧市镇、城区）包括：贝库尔、贝赞盖姆、康帕涅莱布洛奈、埃尔尼、于克利耶、勒丹冈、普勒尔、桑莱克、维坎冈、佐特。
布尔特的时区为UTC+01:00、UTC+02:00（夏令时）。

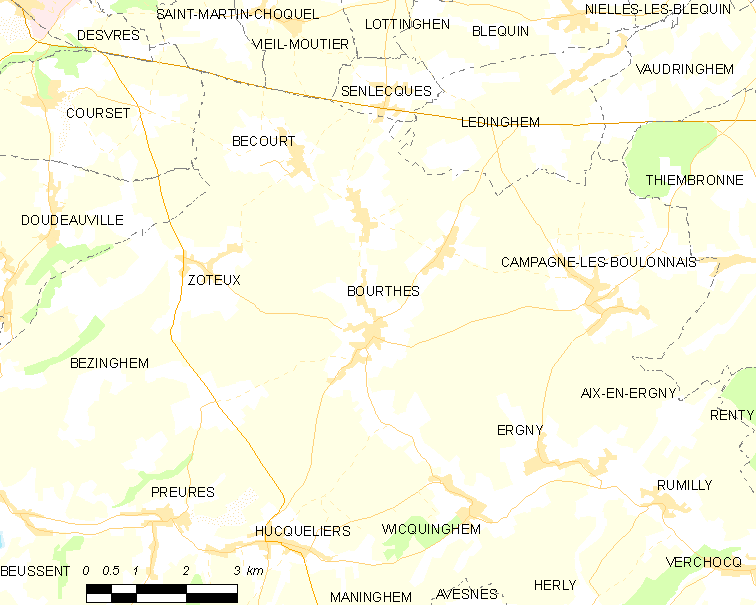
布尔特的OSM定位图

## 行政
布尔特的邮政编码为62650，INSEE市镇编码为62168。

## 政治
布尔特所属的省级选区为兰布尔县。

## 人口

1962-2008年间布尔特人口变化图示

布尔特于2022年1月1日时的人口数量为851人。